# Zeolity

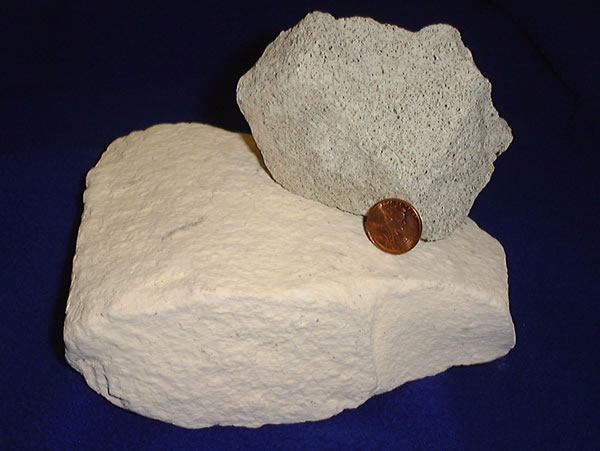
zeolit

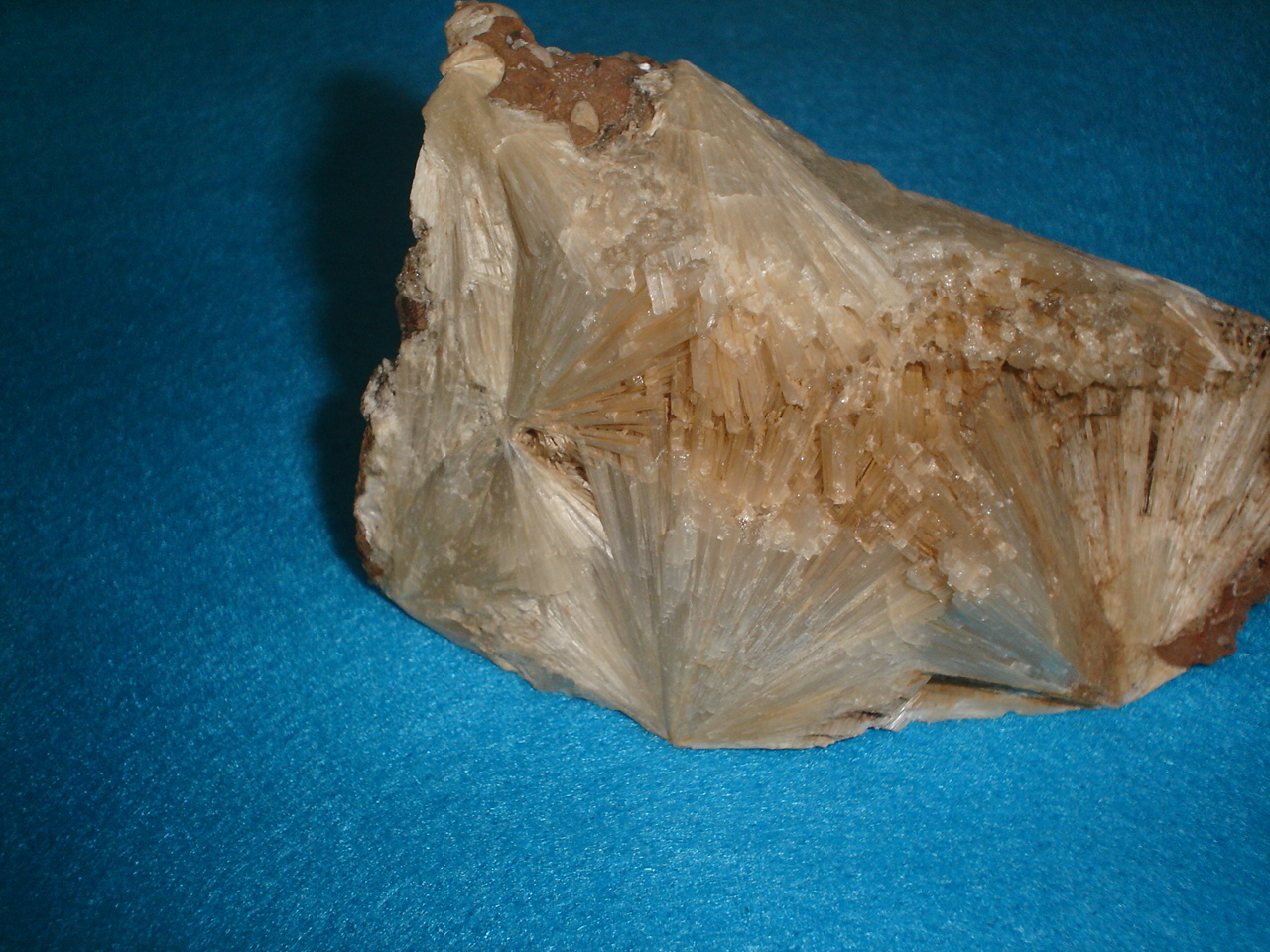
natrolit

Zeolity – duża grupa minerałów glinokrzemianowych (gromada krzemianów) o różnym składzie chemicznym, właściwościach i postaci kryształów. Uwodnione glinokrzemiany sodu i wapnia, w rzadszym stopniu baru, strontu, potasu, magnezu, manganu. Grupę tę wydzielił w 1756 roku szwedzki mineralog Axel Frederik Cronstedt.
Nazwa pochodzi z gr. dzeo = wrzeć (kipieć), zein = gotować i lithos = kamień (skała) co oznacza "wrzące kamienie" i nawiązuje do cechy charakterystycznej tej grupy: pod wpływem ogrzewania zawarta w nich woda "wrze" = "pieni się" pokrywając powierzchnię pęcherzykami (efekt uwalniania zawartej w zeolitach wody).
Istnieje obszerna grupa uwodnionych glinokrzemianów szkieletowych, w których w wolnych kanałach strukturalnych występują drobiny H2O (tzw. woda zeolitowa) oraz kationy jedno lub dwuwartościowe Na, Ca, Ba, Sr, K, Mn, Mg.

Do grupy tej należy około 50 minerałów m.in. mezolit, thomsonit, gonnardyt, epistilbit, ferrieryt, laumontyt, yugawaralit, gmelinit, analcym, z czego zaledwie 15 występuje pospolicie.
Pod względem morfologicznym dzielą się na kilka grup:
- włókniste (natrolit, mezolit, skolecyt, thomsonit, gonnardyt, mordenit, ferrieryt, laumontyt),
- płytkowe (heulandyt, klinoptilolit, stilbit),
- kostkowe (gismondyt, phillipsyt, harmotom, yugawaralit, gmelinit, chabazyt).
- Do zeolitów zaliczany jest też analcym – minerał bardzo podobny do skaleniowców (pod względem składu chemicznego oraz postaci).

Ze względu na wykształcenie elementów strukturalnych, ich morfologię (skupienia masywne, kryształy), cechy fizyczne (np. łupliwość), wyróżnia się kilka szeregów:
- szereg natrolitu (z. włókniste) np. natrolit, skolecyt
- szereg mordenitu
- szereg heulandytu (z. płytkowe) np. heulandyt, klinoptilolit, stilbit
- szereg gismondytu i phillipsytu (z. kostkowe) np. gismondyt, phillipsyt, harmotom
- szereg chabazytu np. chabazyt
- szereg faujasytu i paulingitu

## Właściwości
- Wzór chemiczny: glinokrzemiany: ABxO2x x nH2O

gdzie podstawienia:
A – Na, K, Li, Ca, Ba, Sr
B – Si i Al w proporcji od 5:1 do 1:1
W strukturze zeolitów występują puste kanalikowate przestrzenie (prześwit o rozmiarach kilku Å)
- Układ krystalograficzny: krystalizują we wszystkich układach (w regularnym: analcym)
- Twardość: od 3 do 5,5 w skali Mohsa
- Gęstość: od 2,1 do 2,3 g/cm3 (niższa od gęstości innych glinokrzemianów)
- Rysa: biała – wszystkie zeolity
- Barwa: najczęściej białe, bezbarwne, szare, żółtawe, czerwone
- Przełam: zazwyczaj nierówny, rzadko muszlowy
- Połysk: zmienny – szklisty na ścianach kryształów, perłowy na powierzchniach łupliwości, tłusty na powierzchni przełamu; zeolity włókniste mają połysk jedwabisty
- Łupliwość: niewyraźna do doskonałej; część zeolitów nie ujawnia łupliwości
- Łatwo rozpuszczają się w kwasie solnym, przechodząc w galaretowatą krzemionkę (cecha diagnostyczna)
- Podczas ogrzewania do temperatury około 400 °C oddają zawartą w nich wodę bez zniszczenia struktury kryształów. Proces ten jest odwracalny – umieszczenie w wilgotnym środowisku powoduje jego ponowne uwodnienie a utracone kationy mogą zostać zastąpione innymi. Pod tym względem zeolity zachowują się odmiennie od innych uwodnionych minerałów.
- Minerały tej grupy budową i składem chemicznym przypominają skalenie (glinokrzemiany sodu i potasu), ale są uwodnione.
- Luki strukturalne pozostawione przez cząsteczki wody mogą być wypełnione przez inne cząsteczki lub jony.
- Woda dostając się lub opuszczając strukturę zeolitu powoduje wymianę jonów zawartych w roztworze na jony minerałów (ze względu na tę właściwość zeolity wytwarza się metodą syntezy i stosuje do uzdatniania wody).

## Występowanie
W pustkach i szczelinach zasadowych skał magmowych, głównie w zasadowych wulkanitach. Pojawiają się także w geodach, granitowych i pustkach łupków krystalicznych oraz w niektórych żyłach kruszcowych.

## Zastosowanie
- Mają znaczenie naukowe (jako wskaźnik warunków i charakteru przeobrażeń skał metamorficznych) i kolekcjonerskie.
- Ze względu na specyficzne cechy strukturalne zeolity wykorzystywane są w charakterze sit molekularnych, umożliwiających osuszanie rozpuszczalników oraz rozdział różnych mieszanin i substancji.
- Stosowane są jako substancja osuszająca, mają zastosowanie do oczyszczania gazów i ścieków – doskonale wychwytują jony ołowiu, cynku, miedzi, rtęci oraz promieniotwórcze izotopy strontu i cezu.
- Mają zastosowanie w różnych działach przemysłu chemicznego – przy produkcji proszków do prania (jako składnik zmiękczający wodę), przy produkcji nawozów mineralnych.
- Stosowane są również do zmiękczania wody wodociągowej.
- W przemyśle spożywczym – dodatek do paszy dla zwierząt.
- W petrochemii.
- Stanowią doskonały surowiec do wyrobu cementu, lekkich kruszyw i papieru.
- Używane jako wkład filtracyjny w filtrach akwariowych, ze względu na neutralizowanie szkodliwego amoniaku i fosforanów.
- W zmywarkach do naczyń, gdzie przyspieszają proces suszenia[1].
- W koncentratorach tlenu.